# Bertha Belinfante
Bertha Belinfante (Amsterdam, 27 februari 1880 – aldaar, 23 februari 1933) was een Nederlands celliste.
Ze werd geboren als dochter van klarinettist en pianoleraar Aron Haïm (Anton) Belinfante (1840-1921) en Esther Cohen Belinfante. In 1914 huwde ze Melle Pama. Ze was de zus van pianiste Jeannette Belinfante en de kinderboekenschrijfster Emmy Belinfante-Belinfante. Zij was ook de tante van Hans Mossel, de bekende klarinettist en saxofonist.
Ze kreeg muzieklessen aan het Amsterdams Conservatorium bij Isaäc Mossel. Ze nam in 1895 deel aan een concert, georganiseerd vanuit dat conservatorium. In 1896 was ze al op concertpodia aan het spelen. Ze speelde tweede kerstdag 1900 in het Concertgebouw in Amsterdam. Het Nieuws van de Dag schreef daarover, dat haar technische ontwikkeling zeer hoog stond en haar toonvoering zeer mooi was. Er kwamen regelmatig concerten waaraan ze meedeed. Ze gaf ook muziekles vanuit haar woning aan de Tweede Jan Steenstraat 106 te Amsterdam. Na haar huwelijk verdween ze geleidelijk uit het muziekleven.
Ze overleed in de Amsterdamse De Clerqstraat en werd begraven op Zorgvlied.